# Mario Melchiot
Mario Melchiot, född 4 november 1976 i Amsterdam, är en nederländsk före detta fotbollsspelare som avslutade sin karriär i Umm-Salal Sport Club.
Melchiot spelade mellan 1996 och 1999 i AFC Ajax innan han bytte klubb till Chelsea FC i vilken han spelade åren 1999–2004. Åren 2004–2006 spelade han i Birmingham City FC. Från 2006 fram tills 2007 spelade han dock i Stade Rennais FC. Han har även gjort 22 landskamper för det Nederländska fotbollslandslaget.
Melchiot blev uttagen till Nederländernas tränare Marco van Bastens trupp till fotbolls-EM 2008 i Österrike/Schweiz.